# تنافس (أحياء)

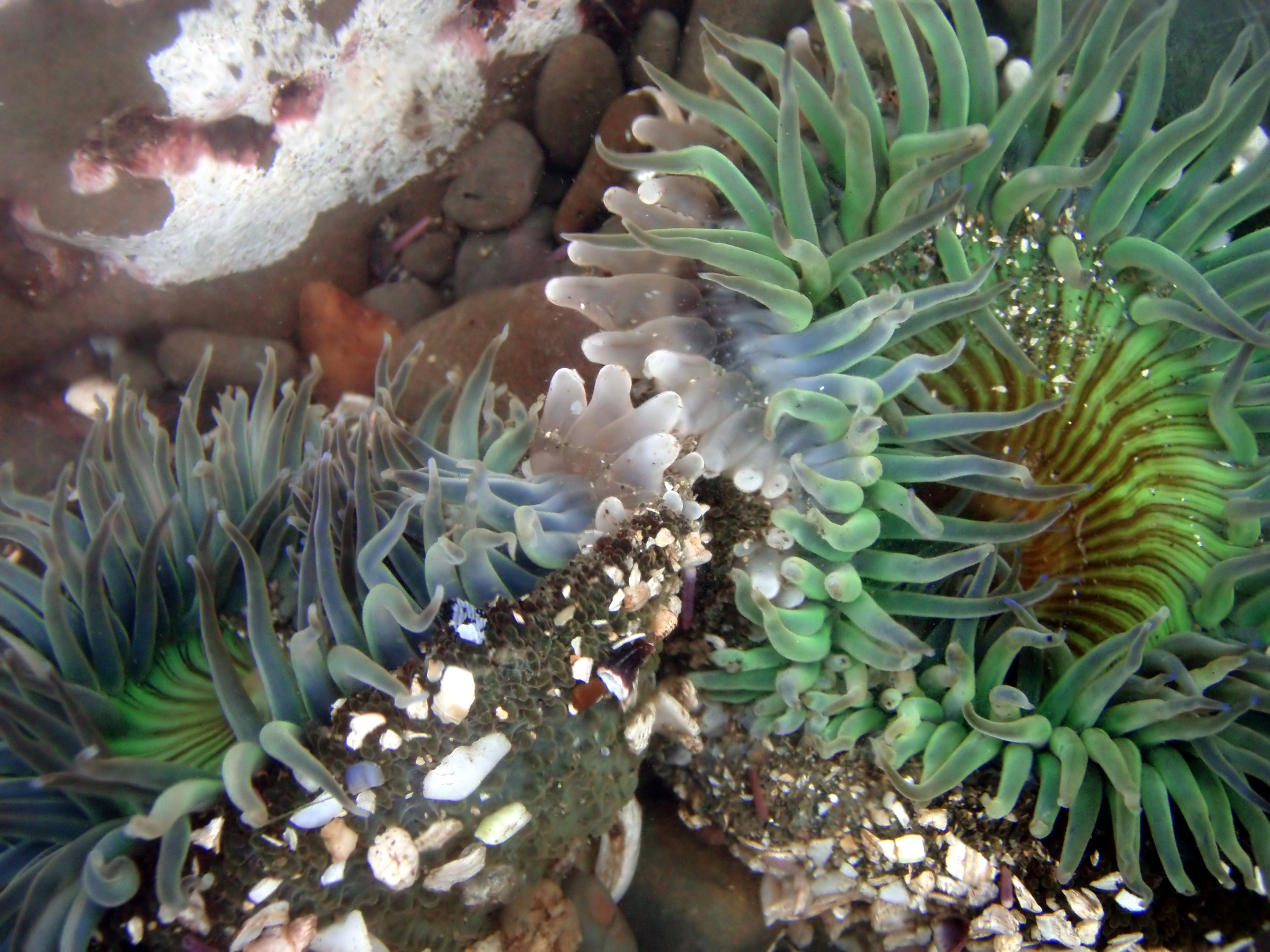

التنافس هي علاقة تحدث بين الكائنات الحية عند انخفاض نسبة وجود مورد معين، مثل الغذاء أو المسكن، حيث تبدأ في منافسة بعضها للحصول عليها. في العادة، يكون التنافس بين الكائنات الحية التي تنتمي إلى نوع واحد أقوى وأشد بكثير من التنافس بين الكائنات الحية التابعة لأنواع مختلفة، لأن أفراد النوع نفسه لها نفس المتطلبات والاحتياجات البيلوجية بينما الأحياء المختلفة في أنواعها قد لا تتشارك في هذه المتطلبات، ولذلك فقد لا تتنافس على الشيء نفسه.
القدرة التنافسية: بعض النباتات لها قدرة تنافسية عالية مثل القمح.
العوامل التي تساعد النباتات على التنافس:
1- الإنبات السريع وانتظامه تحت ظروف البيئة القاسية.
2- سرعة النمو البادرات.
3- زيادة عدد الثغور التنفسية بالأوراق.
4- مجموع جذري منتشر وجذور ليفية قريبة من سطح الأرض مع جذور رئيسية متعمقة بالأرض.
البيئة التنافسية: قد تكون الظروف البيئة مناسبة لكائن وغير مناسبة لكائن أخر مثل حموضة الأرض أو قلويتها الـPH .